# Aleksandra Jefimenko

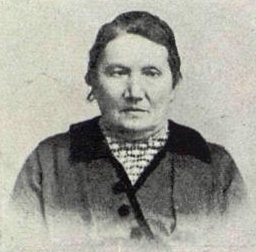

Aleksandra Jakovlevna Jefimenko, geb. Stavrovskaja (Russisch: Александра Яковлевна Ефименко; Oekraïens: Олександра Яківна Єфименко, Oleksandra Jakivna Jefymenko) (Varzoega (Oblast Moermansk), 30 mei 1848 - Gouvernement Charkov, 18 december 1918) was een Russische historicus en etnograaf.

## Loopbaan
Aanvankelijk werkte Jefimenko als lerares in Cholmogory. Door haar huwelijk in 1870 met de verbannen Petro S. Jefimenko mocht ze echter geen les meer geven. 
Ze verrichtte vervolgens veel studies over de cultuurhistorie van Rusland en Oekraïne. Ze publiceerde onder meer over het Russisch gewoonterecht, de geschiedenis van Oekraïens-Poolse conflicten,  Oekraïense kerkelijke genootschappen, kleding en huishoudelijke artikelen in Sloboda-Oekraïne, de Oekraïense taal en diverse Oekraïense schrijvers, zoals Hrigorij Skovoroda, Ivan Kotljarevsky, Nikolaj Gogol, Taras Sjevtsjenko en Volodymyr Antonovytsj. 
Van 1907 tot 1917 doceerde ze Russische en Oekraïense geschiedenis in Sint-Petersburg. Ze was de eerste vrouw in het Rusland die een eredoctoraat kreeg (in de Russische geschiedenis) aan de Universiteit van Charkov (in 1910).

## Dood en nalatenschap
Jefimenko werd samen met haar dochter thuis vermoord door bandieten.
In 1919 verscheen een geannoteerde bibliografie van haar werken,  gepubliceerd door de Oekraïense Academie van Wetenschappen. In 1966 volgde een boek over haar van de hand van P. Markov. 

## Bron
- (en)  Yefymenko, Aleksandra op de Internet Encyclopedia of Ukraine